# Armand Marrast
Armand Marie François Pascal Marrast fue un político francés nacido en Saint-Gaudens, en el Alto Garona, el 5 de junio de 1801, y fallecido en París el 12 de abril de 1852. Militó en la oposición liberal durante la Restauración, tomó parte en la Revolución de 1830, y participó en el movimiento republicano bajo la Monarquía de Julio. Fue Alcalde de París durante 1848.

## Biografía
Trabajó como profesor en Orthez y Saint-Sever, siendo posteriormente nombrado maestro en el Liceo Louis-le-Grand, donde conoce a Pierre Laromiguière, catedrático de la Facultad de las Letras de París, quien le confía la supervisión de la Escuela normal superior de París.
En 1825 se convierte en Doctor en letras. En 1829 comienza a impartir conferencias en el Ateneo, y debuta como periodista en el recién lanzado periódico La Tribune des départements, convirtiéndose posteriormente en el redactor jefe. En el seno de este periódico se gestará la Conspiración de La Fayette, organización paramilitar de estudiantes y obreros comandada por su amigo Louis-Adolphe Robin-Morhéry, que desempeña un importante papel en el desarrollo de la Revolución de 1830, en la cual Marrast participa activamente.
Por medio de La Tribune manifiesta su abierta oposición a la política de Luis Felipe I de Francia durante la Monarquía de Julio, motivo por el que recibe una orden de deportación el 29 de enero de 1936. Se refugia en Inglaterra, regresando en junio de 1937 gracias a la amnistía declarada el 8 de mayo con ocasión del matrimonio del Duque de Orleans. A su regreso alcanza la dirección del diario republicano Le National. 
Con motivo de la Revolución de 1848, en la que participa activamente, es nombrado miembro del Gobierno provisional que se establece.
El 6 de marzo del mismo año se convierte en Alcalde de París, oponiéndose a las medidas democráticas. Diputado en la Asamblea Nacional, se une a la política de represión que se mantuvo tras las Jornadas de junio de 1848. En julio del mismo año preside la Asamblea. Tras estos acontecimientos, participó activamente en la redacción de la Constitución francesa de 1848, promulgándola el 12 de noviembre en la Plaza de la Concordia de París.
Se retiró de la vida política tras su fracaso en las elecciones a la Asamblea Legislativa de 1849.
Falleció el 12 de abril de 1852 en la miseria, y olvidado por todos.